# Internationale cyclocross Veghel-Eerde
De Internationale cyclocross Veghel-Eerde is een veldrijwedstrijd die sinds 2006 jaarlijks wordt georganiseerd in Eerde in de Nederlandse gemeente Meierijstad.

## Erelijst

### Mannen elite
| Datum      | Klassement    | Cat. | Winnaar      | Tweede       | Derde        |
| ---------- | ------------- | ---- | ------------ | ------------ | ------------ |
| 02/11/2008 | Superprestige | C1   | Niels Albert | Lars Boom    | Sven Nys     |
| 09/12/2007 | Superprestige | C1   | Sven Nys     | Niels Albert | Bart Wellens |
| 2006       | Losse cross   |      | Bart Wellens | Thijs Al     | Petr Dlask   |

Seizoen 2024-2025

 Cyclocross Ruddervoorde (1998-heden) ·  Druivencross Overijse (1983-2000, 2023-heden) ·  Jaarmarktcross Niel (2020-heden) ·  Vlaamse Aardbeiencross Merksplas (1999-heden) ·  Zilvermeercross (2024) ·  Cyclocross Diegem (1982-2019, 2020-heden) ·  Cyclocross Gullegem (2023 en 2025) ·  Noordzeecross Middelkerke (2011-2021, 2023-heden)

Voormalig

 GP Eric De Vlaeminck Zolder (2020-2023) ·  Niels Albert CX Boom (2017-2023) ·  Cyclocross Asper-Gavere (1983-2022) ·  Cyclocross Gieten (1989-2021) ·  Cyclocross Zonhoven (2010-2019) ·  GP Région Wallonne (2014-2016) ·  Bollekescross Hamme (2004-2013) ·  GP Fidea Vorselaar (2002-2010) ·  Internationale cyclocross Veghel-Eerde (2007-2008) ·  Superprestige Sint-Michielsgestel (1998, 2000-2006) ·  Cyclocross Raismes (2004) ·  Cyclocross Harnes (1999-2003)